# Хосе Марія Сісон
Хосе́ Марі́я Канла́с Сісо́н (ісп. José María Canlás Sison; 8 лютого 1939 , Cabugaod, Ілокос  — 16 грудня 2022 , Утрехт ) — філіппінський поет і письменник, засновник, керівник і провідний теоретик Комуністичної партії Філіппін і Нової народної армії.

## Життєпис
У 1962 році молодий Хосе Марія Сісон обіймав посаду виконавчого секретаря товариства «Філіппіни-Індонезія». Перебуваючи на цій посаді, він відвідав Індонезію, де познайомився з діяльністю місцевої маоїстської Комуністичної партії Індонезії. У 1966 році Хосе Марія Сісон побував у Пекіні, де остаточно перейнявся ідеями маоїзму і, повернувшись на батьківщину, зайнявся створенням Комуністичної партії Філіппін маоїстського штибу. У 1967 група промаоїстськи налаштованих активістів була виключена з Комуністичної партії. Вони почали створювати альтернативну партію.
Офіційна історія КПФ (маоїстської) відраховується з 1968 року та пов'язана саме з політичною діяльністю Хосе Марії Сісона. 1969 року з ініціативи Сісона було створено Нову народну армію Філіппін як озброєне крило маоїстської Комуністичної партії. Сам Хосе Марія Сісон був змушений залишити країну та влаштуватися в Нідерландах, що не завадило йому протягом майже 50 років здійснювати спільне керівництво Комуністичною партією Філіппін та Новою народною армією під псевдонімами Армандо Ліванаґ та Амадо Ґерреро.
Помер 16 грудня 2022 .